# Yoshimi Ozaki
Yoshimi Ozaki (jap. 尾崎好美 Ozaki Yoshimi; ur. 1 lipca 1981) – japońska lekkoatletka specjalizująca się w długich dystansach.
W 2009 roku zdobyła srebrny medal na mistrzostwach świata w Berlinie w biegu maratońskim.
Brązowa medalistka w drużynie mistrzostw świata w przełajach oraz mistrzostw świata w biegach ulicznych.

## Osiągnięcia
| Rok  | Impreza                                   | Miejsce | Konkurencja        | Lokata      | Wynik   |
| ---- | ----------------------------------------- | ------- | ------------------ | ----------- | ------- |
| 2006 | Mistrzostwa świata w biegach przełajowych | Fukuoka | bieg seniorów      | 19. miejsce | 26:45   |
| 2007 | Mistrzostwa świata w biegach ulicznych    | Udine   | bieg uliczny       | 13. miejsce | 1:09:26 |
| 2009 | Mistrzostwa świata                        | Berlin  | maraton            | 2. miejsce  | 2:25:25 |
| 2010 | Mistrzostwa świata w półmaratonie         | Nanning | półmaraton         | 9. miejsce  | 1:11:02 |
| 2010 | Mistrzostwa świata w półmaratonie         | Nanning | półmaraton – druż. | 3. miejsce  |         |
| 2011 | Mistrzostwa świata                        | Daegu   | maraton            | 18. miejsce | 2:32:31 |
| 2012 | Igrzyska olimpijskie                      | Londyn  | maraton            | 19. miejsce | 2:27:43 |

## Rekordy życiowe
- maraton – 2:23:30 (2008)